# Пулмесьце
Пулмесьце (пол. Półmieście, нім. Halbstadt) — село в Польщі, у гміні Новий Став Мальборського повіту Поморського воєводства.
Населення — 29 осіб (2011).
У 1975-1998 роках село належало до Ельблонзького воєводства.

## Демографія
Демографічна структура станом на 31 березня 2011 року:
|          | Загалом | Допрацездатний вік | Працездатний вік | Постпрацездатний вік |
| -------- | ------- | ------------------ | ---------------- | -------------------- |
| Чоловіки | 15      | 0                  | 15               | 0                    |
| Жінки    | 14      | 2                  | 10               | 2                    |
| Разом    | 29      | 2                  | 25               | 2                    |